# Daan Prevoo
Daniël M.M.T. (Daan) Prevoo (Munstergeleen, 21 augustus 1963) is een Nederlands politicus en bestuurder. Sinds 6 april 2021 is hij burgemeester van Valkenburg aan de Geul.

## Biografie
Prevoo is geboren in Munstergeleen en ging naar het Serviam Lyceum in Sittard. Hij was werkzaam in het welzijn en de cultuur. Namens de SP was hij 2007 tot 2015 Statenlid en van 2015 tot 2018 gedeputeerde van Limburg. Van 2013 tot 2015 was hij fractievoorzitter van de SP-fractie. Hij legde in april 2018 met onmiddellijke ingang zijn functie als gedeputeerde neer wegens een conflict met het SP-partijbestuur. Hij zegde ook zijn SP-lidmaatschap op en sindsdien is hij partijloos.
Prevoo verrichte interim werkzaamheden op het gebied van directie, management en projectcoördinatie voor verschillende opdrachtgevers. Op 6 april 2021 werd hij burgemeester van Valkenburg aan de Geul. Prevoo is vernoemd naar zijn stamvader die in 1585 poortwachter in Valkenburg was. Op de honderdste dag van zijn burgemeesterschap trad de Geul buiten zijn oevers en kregen Valkenburg en de regio te maken met ernstige overstromingen.